# Aurecocrypta lugubris
Aurecocrypta lugubris là một loài nhện trong họ Barychelidae. Loài này phân bố ờ Tây Úc.